# Jan
Jan je druhé nejčetnější české křestní jméno a také druhé nejčastější české mužské jméno novorozenců. Pochází z hebrejského יוֹחָנָן, Jo-chanan (יו חנן), což znamená „Hospodin je milostivý“. V češtině se často setkáváme s jeho domácí podobou Honza, která je odvozená z německé zdrobněliny Hans (od Johannes) a vzácně je uznávána i v matričních zápisech. Dříve (např. ještě koncem 19. století v matričních zápisech) byla běžná varianta Ján (nyní pociťována jako slovakismus), která zůstala např. ve slově svatojánský.
Jméno Jan je velmi populární mezi papeži, nosilo je 23 z nich, plus 2 vzdoropapežové. Mimo to dva papežové přijali jméno Jan Pavel.
Ženskou variantou jména je Jana.

## Domácky
Honza, Honzík, Honzíček, Jenda, Jeníček, Jeník, Janík, Janíček, Janek, Jéňa
Historická podoba: Ješek

## Statistické údaje
Následující tabulka uvádí četnost jména v ČR a pořadí mezi mužskými jmény ve srovnání dvou roků, pro které jsou dostupné údaje MV ČR – lze z ní tedy vysledovat trend v užívání tohoto jména:
| Rok  | Četnost | Pořadí | Změna četnosti | Změna pořadí |
| 1999 | 294 517 | 3.     |                |              |
| 2002 | 293 121 | 3.     | −1 396         | 0            |
| 2006 | 294 267 | 2.     | +1 146         | −1           |
| 2009 | 295 627 | 2.     | +1 360         | 0            |
| 2014 | 294 737 | 2.     | −890           | 0            |
| 2016 | 293 938 | 2.     | −799           | 0            |

Změna procentního zastoupení tohoto jména mezi žijícími muži v ČR (tj. procentní změna se započítáním celkového úbytku mužů v ČR za tři roky 1999–2002) je –0,3 %, od roku 2002 nastává přírůstek.
V roce 2008 se podle údajů ČSÚ jednalo o 2. nejčastější mužské jméno mezi novorozenci.

## Významní Janové
Mezi významné nositele jména Jan patří například:

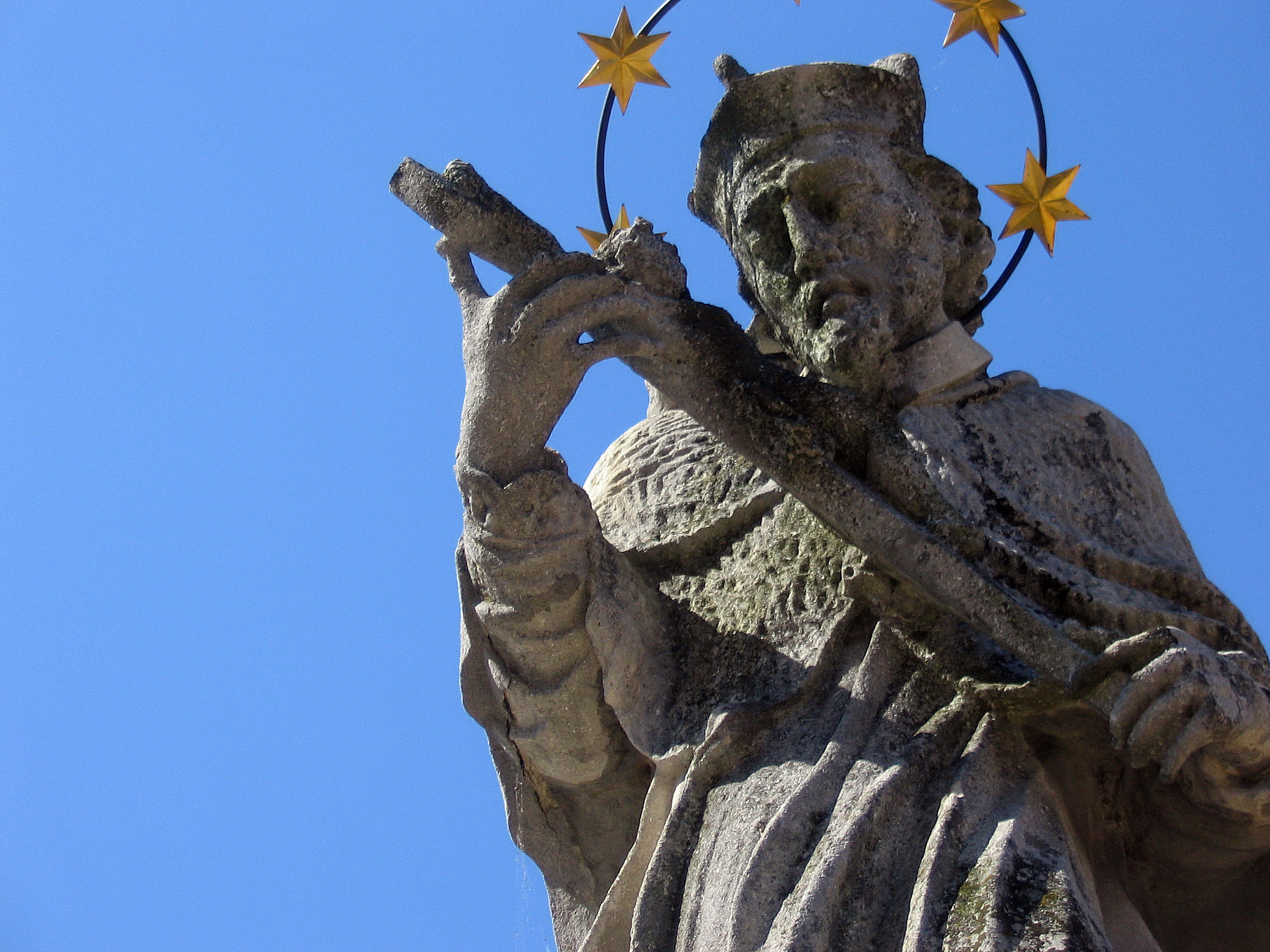
Socha Jana Nepomuckého

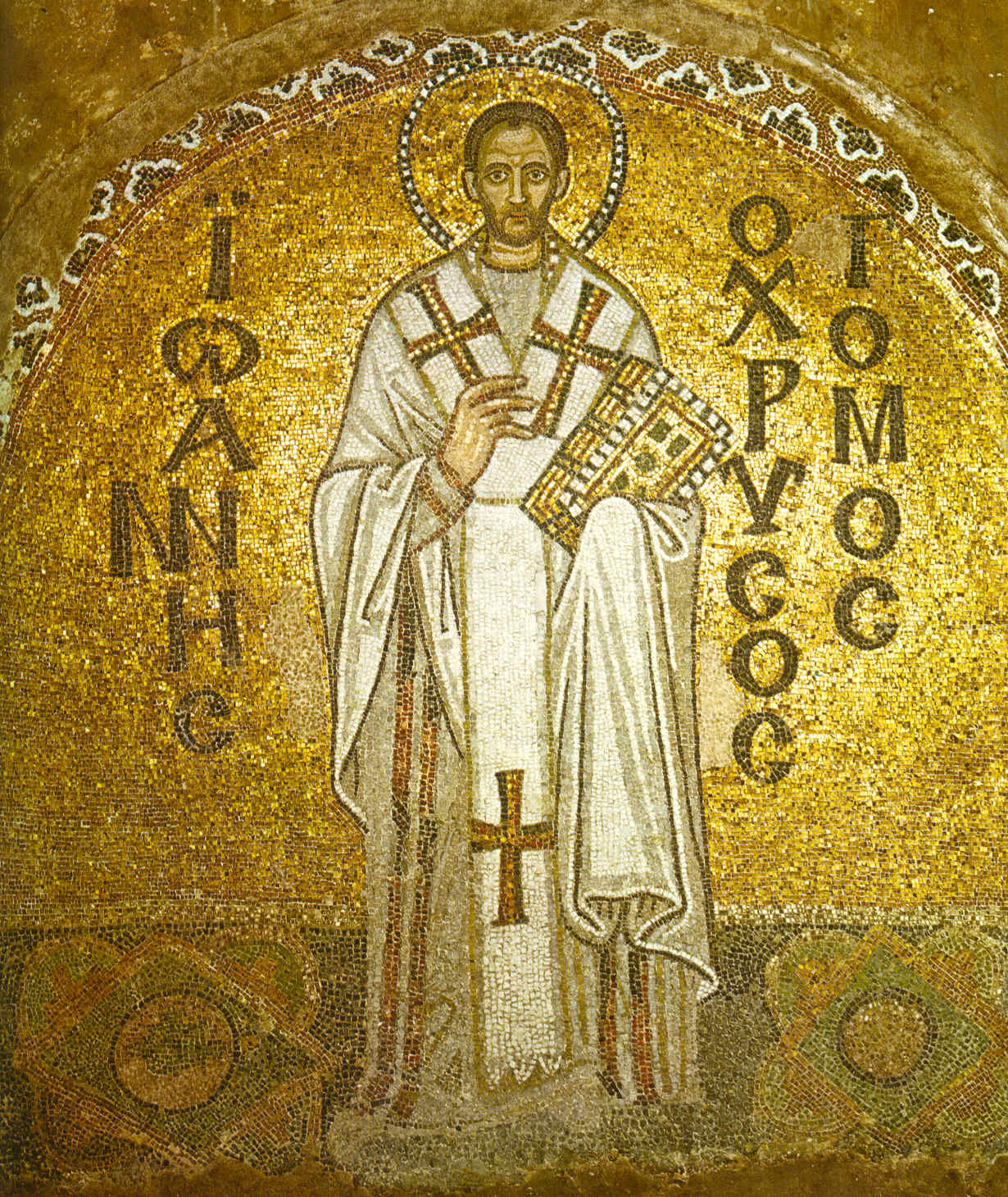
Mozaika Jana Zlatoústého

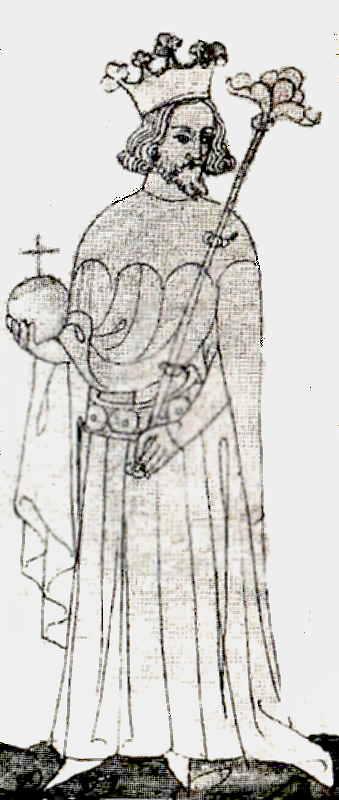
Jan Lucemburský, kresba ze Zbraslavské kroniky

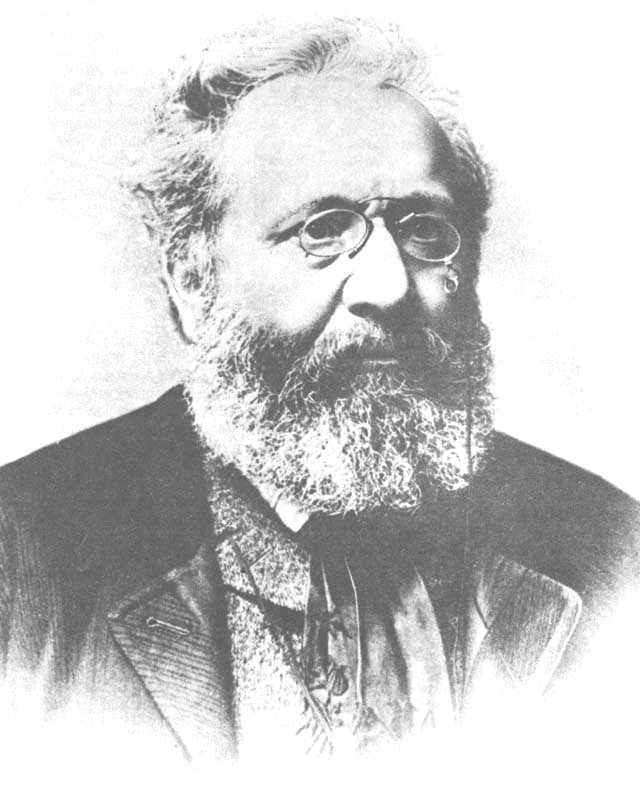
Jan Neruda

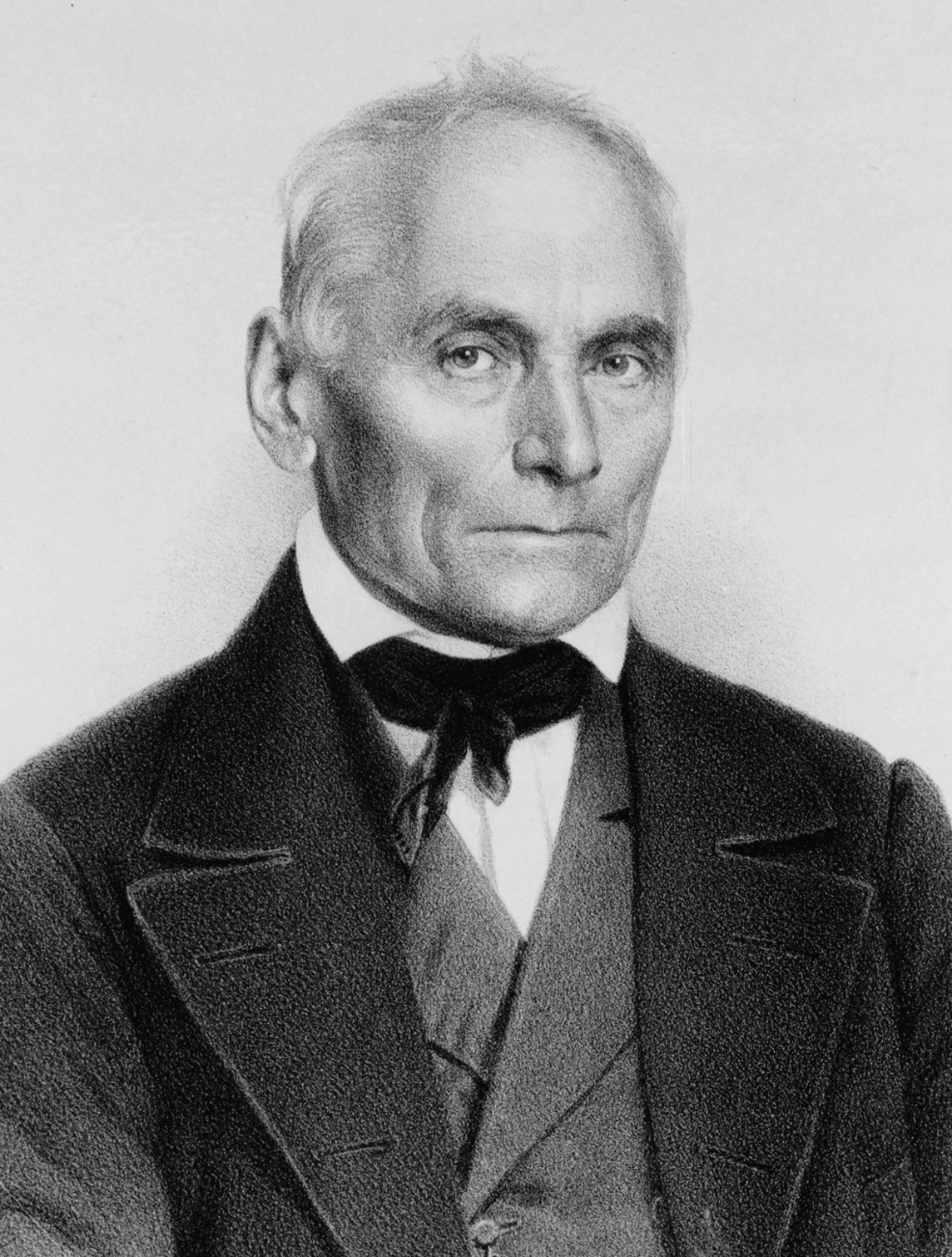
J. E. Purkyně

### Svatí

#### Nový zákon
V textu Nového zákona může toto jméno označovat:
- Jan Křtitel
- Jan Zebedeův, jeden ze dvanácti apoštolů, tradičně ztotožňovaný s autorem Evangelia podle Jana, tří Listů Janových a Zjevení Janova.

V nejstarší křesťanské literatuře (Papias, Eusebios z Kaisareie) se kromě toho zmiňuje:
- Jan Presbyter a
- Jan Teolog, které někteří autoři pokládají za autory janovských spisů.

#### Další světci
- Jan Zlatoústý neboli Chryzostom (347–408), arcibiskup v Konstantinopoli
- Jan z Avily (1500–1569), teolog a spisovatel
- Jan z Boha (1495–1440), zakladatel nemocnic a řádu Milosrdných bratří
- Jan Bosco (1815–1888), kněz a zakladatel řádu salesiánů
- Jan od Kříže (1542–1591), kněz, karmelitán a mystický spisovatel
- Jan Nepomucký (před 1350–1393), kněz, biskupský vikář a mučedník
- Jan Nepomuk Neumann (1811–1860), biskup ve Filadelfii
- Jan Sarkander (1576–1620), kněz a farář
- Jan Maria Vianney (1786–1859), francouzský kněz a farář

### Papežové
- sv. Jan I.
- Jan II.
- Jan III.
- Jan IV.
- Jan V.
- Jan VI.
- Jan VII.
- Jan VIII.
- Jan IX.
- Jan X.
- Jan XI.
- Jan XII.
- Jan XIII.
- Jan XIV.
- Jan XV.
- Jan XVI.
- Jan XVII.
- Jan XVIII.
- Jan XIX.
- Jan XX.
- Jan XXI.
- Jan XXII.
- sv. Jan XXIII.
- bl. Jan Pavel I.
- sv. Jan Pavel II.

### Biskupové a kardinálové
- Jan I. – olomoucký biskup
- Jan Očko z Vlašimi
- Jan IX. ze Středy
- Jan z Jenštejna
- Jan Amos Komenský – poslední biskup jednoty bratrské

### Panovníci
- Jan I., více osob, rozcestník
- Jan II., více osob, rozcestník
- Jan III., více osob, rozcestník
- Jan IV. Dukas Laskaris (1250– kolem 1305), nikájský císař
- Jan IV. Etiopský (1837–1889), etiopský císař
- Jan IV. Krnovský (1440–1483), kníže krnovsko-ratibořský
- Jan V. Bretaňský (Moudrý; 1389–1442), bretaňský vévoda, hrabě z Montfortu
- Jan V. Palaiologos (1332–1391), byzantský císař
- Jan V. Portugalský (1689–1750), portugalský král
- Jan VI. Portugalský (1767–1826), král Portugalska, Brazílie a Algarve
- Jan VII. Palaiologos (1370–1408), byzantský císař
- Jan VIII. Palaiologos (1392–1448), byzantský císař
- Jan Aragonský, více osob, rozcestník
- Jan Aragonský a Kastilský (1478–1497), španělský následník trůnu a dědic Kastilie a Aragonu
- Jan Bezzemek (John Lackland; 1166–1216), král Anglie z rodu Plantagenetů
- Jan Bourbonský (1913–1993), hrabě barcelonský
- Jan z Brienne (1148?–1237), král jeruzalémský
- Jan Cicero Braniborský (1455–1499), kurfiřt Braniborského markrabství
- Jan Fridrich Württemberský (1582–1628), mezi lety 1608 až 1628 vévoda württemberský
- Jan z Gentu (1340–1399), 1. vévoda z Lancasteru z rodu Plantagenetů.
- Jan Habsbursko-Lotrinský (1782–1859), rakouský arcivévoda a vojevůdce
- Jan Jindřich Lucemburský (1322–1375), markrabě moravský
- Jan Jiří I. Anhaltsko-Desavský (1567–1618), kníže Anhaltsko-desavský
- Jan Jiří I. Saský (1585–1656), saský kurfiřt z rodu Wettinů
- Jan Karel Habsburský (1605–1619), rakouský arcivévoda
- Jan Kazimír II. Vasa (1609–1672), polský král
- Jan Lucemburský (1296–1346), český král
- Jan Minsterbersko-Olešnický (1509–1565), kníže minsterbersko-olešnický
- Jan Soběslav Lucemburský (1355/57–1380), markrabě moravský
- Jan Tristan z Nevers (1250–1270), hrabě z Nevers a z Valois z dynastie Kapetovců
- Jan Vilém Falcký (1658–1716), vévoda jülišský a bergský a kurfiřt-falckrabě
- Jan Zápolský (1487–1540), uherský král
- Jan Zhořelecký (1370–1396), braniborský markrabě a vévoda zhořelecký
- Jan Zikmund Braniborský (1572–1619), braniborský markrabě a kurfiřt
- Jan Zikmund Zápolský (1540–1571), uherský král
- Kněz Jan – postava středověké křesťanské legendy o mocném křesťanském vládci v Asii

### Ostatní
- Jan Apolenář – český herec
- Jan Battěk – český herec a moderátor
- Jan Blahoslav – český spisovatel, teolog a historik
- Jan Budař – český herec
- Jan Burian – český písničkář
- Jan Cina – český herec
- Jan Čenský – český herec a moderátor
- Jan Černý – český politik
- Jan Dolanský – český herec
- Jan Drda – český novinář a spisovatel
- Jan Antonín Duchoslav – český herec a moderátor
- Jan Scotus Eriugena – teolog
- Jean Gabin – francouzský herec
- Jan Hájek – český herec
- Jan Hartl – český herec
- Jan Hammer – česko-americký hudebník
- Jan Hofman – český herec
- Jan Hraběta – český herec
- Jan Hrubý – více osob, rozcestník
- Jan Hrušínský – český herec
- Jan Hřebejk – český filmový režisér
- Jan Hukna – český herec působící v Anglii
- Jan Hus – český kněz, reformátor českého jazyka a církve, rektor UK
- Jan Janský – český lékař, objevitel krevních skupin
- Ján Jesenský – slovenský lékař, politik a filosof
- Jan Jílek (dramatik)
- Jan Kačer – český herec a režisér, manžel herečky Niny Divíškové
- Jan Kalousek – český zpěvák, skladatel, kytarista a politik
- Jan Kalvín – švýcarský teolog
- Jan Kanyza – český herec
- Jan Kaplický – český architekt
- Jan Karafiát – český spisovatel a kazatel
- Jan Kaška – český herec
- Jan Kašpar (básník)
- Jan Kašpar (herec)
- Jan Kašpar – český inženýr, průkopník české aviatiky
- Jan Stanislav Kolár – český scenárista, režisér, herec a filmový kritik
- Jan Koller – bývalý český fotbalista
- Jan Komínek – český herec
- Jan Kozina – český buřič a literární postava
- Jean Marais – francouzský herec
- Jan Masaryk – český diplomat a politik
- Jan Maxián – český herec
- Jan Melichar – více osob, rozcestník
- Jan Mládek – český politik
- Jan Mukařovský – český estetik a literární teoretik
- Jan Mydlář – Pražský kat
- Jan Nedvěd – český folkový písničkář
- Jan Neruda – český básník a novinář
- Jan Palach – český národní mučedník
- Jan Patočka – český filosof, mluvčí Charty 77
- Jan Evangelista Purkyně – český přírodovědec
- Jan Roháč z Dubé – český husitský hejtman
- Jan Rokycana – český husitský kněz
- Jan Rosák – český moderátor a bavič
- Jan Ruml – český politik a novinář
- Jan Jakub Ryba – český hudební skladatel
- Jan ze Salisbury – anglický katolický duchovní, diplomat a filosof
- Jan Blažej Santini – český architekt
- Jan Saudek – český fotograf
- Jan Sokol – filosof, ministr, signatář Charty 77
- Jan Skácel – český básník
- Jan Svěrák – český filmový režisér
- Jan Šimáně "Galén" – český skaut (Březové lístky, Galénova nadace)
- Jan Šťastný – český herec
- Jan Švejnar – americký ekonom českého původu
- Jan Tříska – český herec
- Jean Parisot de La Valette – velmistr Maltézských rytířů
- Jan Křtitel Vaňhal – český hudební skladatel
- Jan Vodňanský – český spisovatel, básník a textař
- Jan Werich – český herec, dramatik a spisovatel
- Jan Zábrana – český básník a spisovatel
- Ján Zákopčaník – český meteorolog slovenského původu
- Jan Dismas Zelenka – český skladatel
- Jan Zrzavý – český malíř a grafik
- Jan Železný – český atlet, trojnásobný olympijský vítěz a světový rekordman
- Jan Želivský – český husitský kněz
- Jan Žižka z Trocnova – český husitský vojevůdce

## Sídla s názvem odvozeným od Jana
- Svatý Jan nad Malší
- Svatý Jan pod Skalou
- Svatý Jan (okres Příbram)
- Svatý Jan (Struhařov)
- Svatý Jan t. Krsovice
- Jankov – více obcí
- Janov – více obcí
- Janovice – více obcí
- Jankovice – více obcí
- Janůvky
- Jeníkov – více sídel
- Golčův Jeníkov
- Větrný Jeníkov
- Jan Mayen – norský ostrov
- Moravský Svätý Ján – slovenská obec

## Jan jako příjmení
- Libor Jan – český historik

## Varianty jména Jan
- albánsky Gjon
- anglicky John, Johnny, Evan, Jevan, Ian, Jack, Jacky, Johanan, Jonny, Shane, Shaun, Shawn
- arabsky يحيى Jaḥjā‎
- arménsky Հովհաննես (Howhannes, Hovhannes) nebo Յովհաննես (Jovhannes)
- baskicky Jon
- bulharsky Яни (Jani), Янко (Janko), Йоан (Joan)
- čínsky Yuehan
- dánsky Evan, Hasko, Iven, Jen, Jens
- v esperantu Johano
- estonsky Jaan, Juhan
- faersky Jón
- fidžijsky Joni
- finsky Hannu, Janne, Juhani, Juho, Jukka, Jussi
- francouzsky Jean
- hebrejsky יוחנן (Jochanan), שון (Šon)‎
- nizozemsky Jan, Johan, Sjang
- chorvatsky Jan, Johan
- islandsky Hannes, Jóhann, Jón
- italsky Gian, Gianni, Giovanni, Giovannino, Nino
- irsky Eóin, Seán, Shane
- v jidiš יוחנן (Jochonon)‎
- kirundsky Yohani
- latinsky Ioannes, Joannes
- lombardsky: Giuàn
- litevsky Jonas
- maďarsky János
- maltsky Ġwanni, Ġwann, Ġanni
- německy Johann, Johannes, Hans, Jan, Hannes nebo Jens
- norsky Jan
- polsky Jan
- portugalsky João
- rumunsky Ion, Ioan, Ionel, Ionuţ, Ionica
- rusky Ян (Jan), Иоанн (Joann), Янек (Janek)
- řecky Ιωάννης (Ioannis), Γιάννης (Giannis), Γιαννάκι (Yannaki), Γιάννης (Yannis ), Γιάννος (Yannos)
- slovensky Ján
- slovinsky Janez
- španělsky Juan
- skotskou gaelštinou Ian, Iann, Iain
- srbochorvatsky Јанош (Janoš)
- srbsky Јанош (Janoš), Jovan
- starořecky Ιωάννης (Iōhannēs, Iōannēs)
- švédsky Jan, Johan
- tigrajsky Yohanes
- turecky Yahya
- ukrajinsky Ян (Jan)
- velšsky Ieun, Ifan, Siôn

## Jmeniny
- Český kalendář: 24. června (Jan), 6. července (Jan Hus)
- Slovenský kalendář: 24. června
- Římskokatolický kalendář: 5. ledna (Jan Nepomuk Neumann), 31. ledna (Jan Bosco), 6. května (Jan Sarkander), 16. května (Jan Nepomucký), 24. června (Jan Křtitel – narození), 4. srpna (Jan Maria Vianney), 29. srpna (Jan Křtitel – stětí), 13. září (Jan Zlatoústý), 23. října (Jan Kapistránský), 14. prosince (Jan od Kříže), 27. prosince (Jan Evangelista)